# Іваницький Кароль Людвігович
Ка́роль (Король) Лю́двігович Івани́цький (пол. Karol Iwanicki 6 листопада 1870–1940) — український архітектор польського походження.

## Життєпис
Закінчив архітектурний факультет́ Львівської політехніки 1894 року.
В 1894—1919 роках жив у Києві.
Працював на Правобережжі й у Києві наприкінці XIX — початку XX століть.

### Доробок

#### Роботи
Використовуючи форми необароко модернізованих історичних стилів, виконав проєктування низки споруд, серед них:
- 1896 — прибудова до кахляного заводу І. Анджеєвського на Кирилівській, 64.
- 1898 — будинок кадетського корпусу в Сумах,
- 1910 — поданий на затвердження його проєкт костелу св. Йосифа як проєкт римсько-католицької каплиці у садибі Кароліни Ярошинської на вулиці Юрківській, 1. Затверджено наприкінці 1913 року, тоді ж відбулося закладання. Будівництво зупинила Перша світова війна, у споруди на той час вже був виведений гранітний цоколь. 1920 року громаду костелу зареєстровано радянськими органами як «Синдикат римо-католицького костелу імені св. Йосифа» на вул. Юрківській, 3, імовірно, у приміщенні частково збудованого храму. 1925 року у переліку київських костелів він вже не значиться.
- 1913 — житловий будинок у Києві на вулиці Богдана Хмельницького № 32, використовувався як офіс місцевого філіалу акціонерного товариства Варшавської фабрики столових меблів (Garde Meuble) «Z. Szczerbinski i Spolka».
- 1914 — київська католицька лікарня в ім'я Станіслава-Кароля Сирочинського (зараз — один з корпусів Інституту нейрохірургії, вул. Платона Майбороди, 32).

В 1909—1910 роках виконував обстеження та пропонує проєкт реставрації Луцького замку.

#### Друковані праці
- Kościoły i kaplice w Kijowie (Костьоли та каплиці Києва), 1921, Варшава[2].
- Katedra w Kamieńcu (Катедра в Кам'янці), 1930, Варшава[3]
- «Луцьк і замок в Луцьку», стаття, 1925, (Польща).